# Dornelas do Zêzere
Dornelas do Zêzere ist eine Gemeinde (Freguesia) im portugiesischen Kreis Pampilhosa da Serra. In ihr leben 667 Einwohner (Stand 19. April 2021).

## Geschichte
Erstmals schriftlich erwähnt wurde der Ort während der Regentschaft von König D.Dinis (1279–1325). Die Gemeinde gehörte seither zum Kreis von Fajão, um nach dessen Auflösung, im Zuge der Verwaltungsreform von 1855, dem Kreis von Pampilhosa da Serra zugeordnet zu werden. Am 20. Dezember 1927 erhielt der Ort per Gesetz seinen Namenszusatz, in dem er in Dornelas do Zêzere (dt.: Dornelas am Zêzere) umbenannt wurde.

## Kultur und Sehenswürdigkeiten
Neben der Kapelle Capela de São Miguel aus dem frühen 17. Jahrhundert, in der u. a. manieristische Altarretabel zu sehen sind, ist die Gemeindekirche (Igreja Paroquial de Dornelas do Zêzere, auch Igreja de Nossa Senhora das Neves) sehenswert. Die einschiffige Barock-Kirche wurde ursprünglich im 17. Jahrhundert errichtet und mehrmals renoviert und umgebaut. Sie birgt Rokoko-Retabel, teilweise vergoldete (Talha Dourada) Kassettendecken, mit Azulejos ausgekleidete Wände, Seitenkapellen, und verschiedene Skulpturen und Heiligendarstellungen. Beide Kirchen stehen unter Denkmalschutz.
Der Ort, der touristisch kaum erschlossen ist, bietet Übernachtungsmöglichkeiten in Unterkünften des Turismo rural. Auch Kanuausflüge und Wanderungen durch die umliegende, nahezu unberührte Natur werden angeboten.

## Söhne und Töchter
- Eurico Dias Nogueira (1923–2014), Alterzbischof von Nampula und Teilnehmer am Zweiten Vatikanischen Konzil